# Echinodorus bolivianus
Echinodorus bolivianus is een moerasplant uit de waterweegbreefamilie (Alismataceae) die zich vermeerdert via  uitlopers. Ze wordt wel in aquaria gehouden.

## In het aquarium
Deze soort vraagt voldoende licht, bij een temperatuur die tussen de 20 en 26 °C blijft. Na verplanting heeft ze enige tijd nodig om te wennen aan de nieuwe omgeving. De bladeren zijn vaalgroen met een spitse bovenkant en een aflopend middenblad, ze worden tot 25 cm lang, bij een breedte tussen de 1 en 7 mm.
Bij de juiste watersamenstelling vermeerderen sterke planten zich door uitlopers.